# 쿠르스크함 침몰 사건

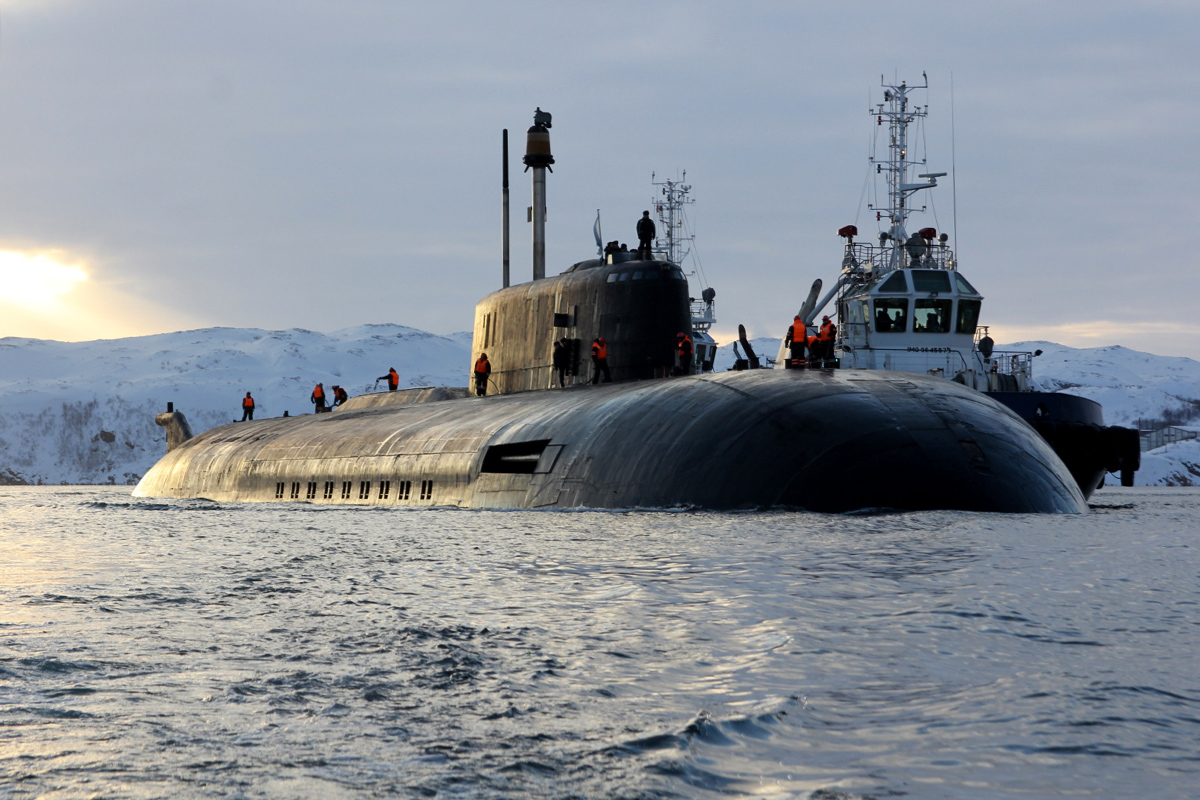
동급 K-266 오렐함

쿠르스크함 침몰 사건은 2000년 8월 12일 노르웨이 북방 바렌츠해에서 훈련 중이던 러시아 해군 소속 핵잠수함 쿠르스크호가 침몰하면서 승무원 118명 전원이 사망한 사고이다.

## 배경
구소련의 붕괴
1991년 구소련이 붕괴되면서 소련군은 사실상 해체되었다. 러시아는 독자적으로 군대를 창설하였고, 그 규모는 구소련의 절반 이하의 수준이었다. 또한 러시아는 미국과 체결한 2단계 전략무기감축협정에 의해 2000년까지 당시 보유한 약 250척의 잠수함 중 100척 이상을 해체하기로 결정하였다. 러시아의 핵잠수함은 1990년 190척에서 2000년에는 50척으로 줄어들었다.
구소련의 흑해함대는 1997년 러시아와 우크라이나 양국간의 합의로 우크라이나 함대와 러시아 함대로 분할되었고, 세바스토폴 항 동쪽을 임대하여 사용하게 되었다.
러시아의 해군력은 구소련의 3분의 1로 감소하였으나 북해함대는 전략적 중요성으로 그 전력이 유지되고 있었고, 그 기항인 세베로모르스크가 위치한 바렌츠 해에서는 여전히 미국과 러시아 사이의 냉전이 계속되고 있었다. 1992년과 1993년에는 미국 잠수함과 충돌하는 사고가 발생하기도 했다.
구소련을 포함한 러시아에서는 1957년 이후 9건의 잠수함 사고가 있었고, 2000년까지 약 300명이 사망하였다.
쿠르스크 호
러시아의 해군 병력 감축이 진행 중이던 1994년 건조된 쿠르스크 호는 길이 154m, 선폭 18.2m, 높이 9m, 잠수시 배수량 18,000 톤급의 오스카 II급 전략 핵추진 잠수함으로, 2기의 원자로가 있으며, 24기의 핵탄두 미사일을 탑재할 수 있다.
쿠르스크 호는 가라앉지 않는 배로 평판이 나 있었고, 직격의 어뢰를 맞고도 버틸 수 있다고 여겨지기도 했다. 쿠르스크 호의 선체는 3.5 m 의 간격을 둔 이중 선각의 구조였고, 9개의 수밀구획이 있었다.

## 사고 경위
8월 14일 이타르타스 통신은 러시아 해군측의 발언을 인용하여 8월 13일 130여 명이 탑승한 러시아 북해함대 소속 핵잠수함 크루스크 호가 바렌츠해에서 침몰하였다고 보도하였다. 세베로모르스크 북쪽 100 km 바다에서 충돌사고가 일어났으며, 수심 100 m 이상의 깊이에 가라앉았다는 것이다. 원자로 2기는 가동을 멈추었으며, 핵무기는 탑재하지 않아 방사능 유출의 위험은 없다고 하였다.
8월 13일 사고가 발생했다는 러시아 해군의 주장과는 달리, 노르웨이 외무부는 침몰 시점이 13일이 아닌 12일이었다고 밝혔다. 미국 관리들도 미국 해군 잠수함에서 12일 사고와 관련이 있는 듯한 폭발음을 감지했다고 주장하였다.

### 해군의 훈련
2000년 8월 12일 아침, 쿠르스크 호는 수십 년 만의 최대 규모, 그리고 구소련 붕괴 이후 첫 훈련인 '여름-X' 훈련에 참여하고 있었다. 훈련에는 30척의 배와 3척의 잠수함이 참가하고 있었다. 쿠르스크 호는 당시 탁월한 성과로 표창을 받았고, 선원들은 북해 함대 내의 최우수 잠수함 선원으로 인식되고 있었다. 훈련 중이었지만 쿠르스크 호는 전투용 무기를 가득 싣고 있었는데, 그중에는 18기의 SS-N-16 스탈리온 대함 미사일과 22기의 SS-N-19/P-700 그라닛 순항 미사일이 포함되어 있었다.
현지 시간으로 8시 51분, 쿠르스크 호는 훈련용 어뢰 발사 허가를 요청하였고, '좋다(добро́)'는 답변을 받았다. 11시 29분, 쿠르스크 호는 북해 함대의 기함인 키로프급 미사일 순양함 표트르 벨리키 호에 2발의 모의 어뢰를 발사하였다. 탄두가 장착되지 않은 65-76 연습용 어뢰가 쿠르스크 호의 우현 4번 어뢰 발사관에 장전되었다. 어뢰의 길이는 10.7 m, 무게는 5톤이었다.

### 최초의 폭발

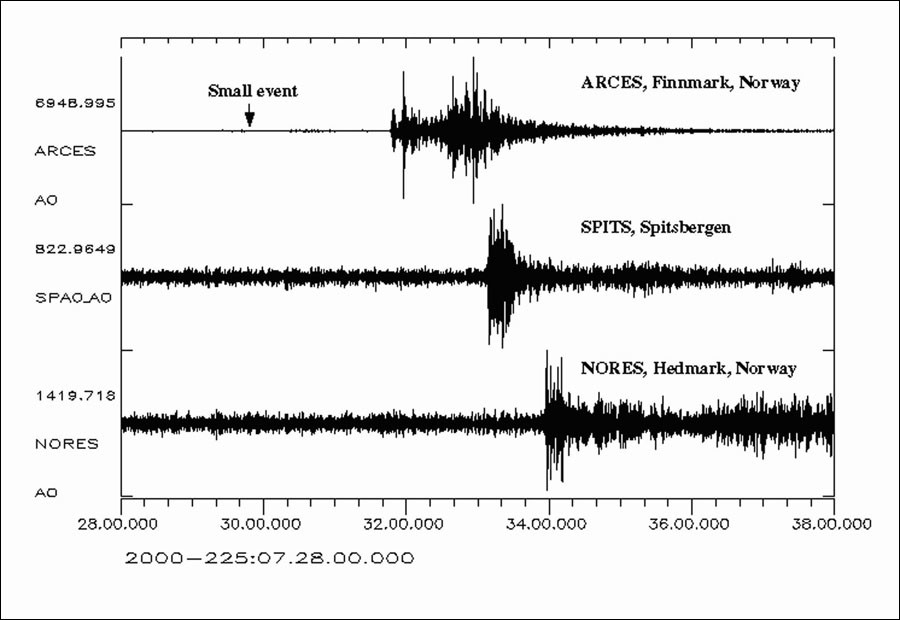
2000년 8월 12일자 쿠르스크 잠수함에서 발생한 폭발에 대한 노르웨이 방사선방호청의 지진파 측정값

현지 시각으로 11시 29분 34초 (07:29:50 UTC), 노르웨이 지진파 탐지 연구소(NORSAR)와 세계의 다른 곳에 위치한 지진파 감지기에서 리히터 규모 1.5의 폭발이 감지되었다. 발생 위치는 북위 69° 38′  동경 37° 19′  / 북위 69.633°  동경 37.317° , 무르만스크 동북쪽으로 고정되었는데, 노르웨이로부터 250 km, 콜라반도로부터 80 km 떨어진 곳이다. 폭발로 화재가 발생하였고, 그 온도는 2700 °C에 이르렀음이 후에 밝혀졌다.

### 두 번째 폭발
첫 번째 폭발이 있은 지 2분 14초 후인 11시 31분 48초에 잠수함 안에서 그보다 훨씬 큰 폭발이 일어났다. 이 폭발은 3각측량으로 북위 69° 36′  동경 37° 34′  / 북위 69.600°  동경 37.567° 로 측정되어 선박이 첫 번째 폭발 위치에서 400 m 정도 이동했음을 나타냈다. 북유럽을 가로지르는 지진 관측소의 자료에서 해당 폭발은 바다 밑바닥의 깊이에서 발생했음을 알려 주었다. 두 폭발 사이에는 잠수함이 108 m 깊이에 가라앉아 잠시 머물기에 충분한 시간차가 있었다.
두 번째 폭발은 TNT 2~3톤의 폭발에 해당되는 규모이며, 전투용 어뢰 5~7발 가량의 탄두의 폭발력에 해당된다. 한 발의 65형 어뢰는 항공모함을 격침시킬 수 있을 만큼 강력한 450kg의 탄두로 무장되어 있다. 후일 표트르 벨리키 호의 음향 자료가 분석되었는데, 7발 가량의 어뢰가 연속적으로 폭발하였음을 알려 주었다. 첫 번째 폭발보다 250배 컸던 두 번째 폭발은 유럽에서 리히터 규모 4.2의 크기로 측정되었고, 멀리 알래스카에까지 감지되었다.

## 구조 및 인양

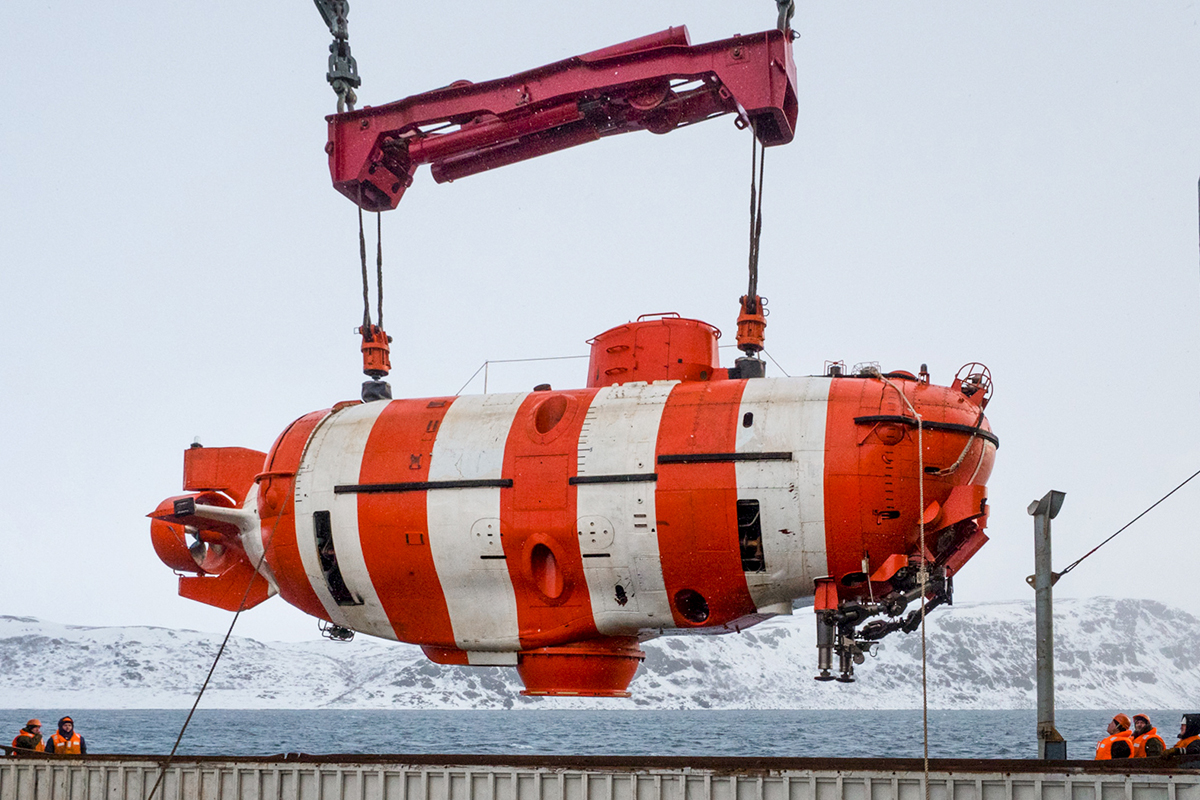
구조에 투입된 러시아 AS-34 잠수함 구조정

### 구조
사고 초기
8월 14일 보도에서 러시아 해군은 5척의 구조함과 항공모함, 순양함, 구축함 등이 구조에 투입되었다고 설명하였다.
쿠르스크 호는 해저 108 m 깊이에 가라앉았고, 사고 발생 직후 러시아 해군이 잠수정을 내려 생존자 수색과 구조를 시도하였으나, 악천후와 거센 조류로 탈출용 해치에 잠수정을 연결시키지 못했다. 러시아 구조대는 8월 15일부터 18일까지 진행된 구조 작업에서 수 차례 쿠르스크 호의 탈출용 해치에 접근했으나, 단단히 잠겨 있어 열지 못했다.
생존자
사고 발표 이후 러시아 해군은 승무원들이 잠수함 벽을 두드리는 소리가 들렸고, 승무원들은 전원 생존하고 있다고 주장하였으나, 미국의 정보 기관은 8월 16일 승무원들이 생존하고 있다는 징후는 없다고 밝혔다.
쿠르스크 호가 침몰한 곳은 해저 100 m 지점으로 수압이 높고, 몇 cm 앞을 보기 어려울 정도로 시계가 좋지 않았다. 선내 산소는 48시간을 버틸 수 있는 분량으로 추정되었고, 미사일 발사구에서는 선내에 물이 스며들고 있음을 시사하는 거품이 일었다.
8월 21일 노르웨이의 심해 잠수팀이 선미의 해치를 열었고, 가장 생존 가능성이 높다고 추정했던 9호 선실이 침수되었음을 확인하였고, 내부에서 시신 1구를 발견하였다. 러시아 해군은 승무원 전원이 사망한 것으로 보고 구조 작업을 종료하였다. 내부에서 방사능은 검출되지 않았다.

### 인양
시신
생존자 확인 작업은 영국과 노르웨이 구조팀이 교대로 수행하였다. 8월 21일, 노르웨이 구조팀이 9호 선실에서 시신 1구를 발견, 인양하였고, 승무원 전원이 사망한 것으로 판명, 구조 작업은 중단되었다.
중단된 시신 인양 작업은 러시아-영국-노르웨이 합동 잠수팀에 의해 10월 20일 재개되었다.
10월 26일에는 4구의 시신이 인양되었는데, 그중 신원이 확인된 해군 중위의 시신에서 잠수함 폭발 직후 9번 격실에 23명이 생존해 있었음을 기록한 메모가 발견되었다.
11월 7일, 모두 12구의 시신을 인양한 상태에서 러시아 해군은 선내 작업이 어렵다는 이유로 사체 인양을 중단하기로 결정하였다.
선체
인양 비용과 방사능 누출의 위험으로 인양 여부를 두고 논란이 일었다.
쿠르스크 호의 인양은 노르웨이 잠수지원선과 영국 전문가의 참여로 2001년 7월 착수하여 10월에 마무리되었다. 인양된 선체 내부에서는 48구의 시신이 수습되었고, 블랙박스도 회수되었다.

## 원인 분석 및 논란
사고 발생 초기 러시아 당국의 발표에서 사고 시각, 핵 미사일 탑재 여부, 탑승 인원 숫자 등이 실제와 달랐으며, 사고 원인의 해명에도 혼선을 빚었다. 초기에 러시아는 국제사회의 지원을 거부하였는데, 일부에서는 이를 두고 잠수함에 장착된 신형 장비와 무기가 장착되어 있었고 러시아가 이를 감추려 했던 것으로 추측하기도 하였다.

### 침몰 원인
충돌설
8월 14일, 러시아 해군은 사고를 공개하면서 쿠르스크 호가 대규모 충돌 사고를 일으켜 침몰했다고 설명하였다. 이와 관련하여 미국 국방부는 사고 해역 부근에서 미국 해군 잠수함 2척이 작전중이었으나 해당 사고와는 무관하다고 주장하였다.
8월 21일, 러시아 해군은 쿠르스크 호가 영국의 잠수함과 충돌하면서 탑재된 어뢰가 폭발하여 침몰했을 가능성이 있다고 주장하였고, 그 근거로 침몰 해역에서 330 m 떨어진 해저에서 정체 불명의 잠수함 갑판 파편이 발견되었음을 제시하였다. 영국 국방부는 러시아측 주장을 즉각 부인하였다.
9월 5일, 영국 가디언 지의 인용 보도에서 러시아 해군은 쿠르스크 호에서 50 m 떨어진 해저에서 영국군 또는 미군 핵잠수함의 파편인 듯한 물체가 발견되었으며, 쿠르스크 호는 잠수함과 충돌하여 선체가 파손되면서 어뢰가 폭발했다고 주장하였다.
미사일 피격설
8월 21일, 쿠르스크 호가 러시아 순양함이 미사일 발사 실험을 하고 있던 해역에 잘못 들어가 미사일에 맞았을 수 있다는 추측이 러시아 일간지에 인용 보도되었다.
9월 8일, 독일 베를리너 자이퉁은 8월 12일에 러시아 연방 보안국이 쿠르스크 호가 러시아 순양함의 대잠함 미사일에 피격되었다는 조사결과를 푸틴 대통령에 보고했다고 보도하였다.
신형 어뢰 오폭설
8월 27일, 영국 선데이 타임스는 사고 당일 쿠르스크 호가 최신형 어뢰를 시험 중이었고, 오작동으로 화염이 발생, 탑재한 어뢰와 미사일들이 폭발을 일으켰을 것이라고 주장하였고, 그 근거로 쿠르스크 호에는 민간인 무기 개발 전문가 2명이 동승하고 있었고, 사고 당시 강한 폭발이 있었으며, 사고 발생 수심이 통상적으로 어뢰를 발사하는 깊이임을 근거로 제시하였다.
사고조사위원회
2000년 11월 8일, 러시아 사고조사위원회의 회의가 열렸다. 회의 직후 위원장은 사고 원인으로 1) 제2차 세계대전 때의 기뢰와 충돌, 2) 잠수함 내부의 사고, 3) 외국 잠수함과의 충돌의 세 가지 가능성이 검토되었다고 설명하였다.

### 기타 논란
해양 오염 우려
쿠르스크 호에 탑재한 2기의 원자로는 사고 초기부터 해양의 방사능 오염에 대한 우려를 불러일으켰다.
침몰 시각
쿠르스크 호가 침몰한 것은 러시아 해군의 최초 발표와는 달리 8월 13일이 아닌 그 전날인 8월 12일인 것으로 밝혀졌다.
탑승 인원
8월 14일에는 116명이 탑승한 것으로 발표되었으나, 17일 118명으로 정정되었다.
핵무기 탑재 여부
러시아 해군은 초기 발표에서 쿠르스크 호에는 핵무기가 탑재되어 있지 않았다고 주장하였다. 하지만, 2001년 4월에 노르웨이 당국은 핵무기 탑재 사실을 확인하였다.
대통령의 휴가
사고 당시 러시아의 푸틴 대통령은 흑해 연안의 소치에서 휴양 중이었다. 푸틴 대통령은 사건을 보고 받고 3일간 아무런 언급이 없다가 8월 16일에 국제사회에 지원을 요청하였고, 8월 18일에 모스크바로 복귀하였다. 이러한 대응 방식을 두고 러시아 국내와 전세계에 비난 여론이 일었다. 이에 대하여 푸틴 대통령은 ‘전문가가 아니어서 방해될까봐 사고 지역에 가지 않았다’고 해명하였다.

## 사후 처리 및 사회적 파장
대통령 지지도
여론조사 기관의 8월 22일 발표에 의하면, 푸틴 대통령의 지지도는 65% 로 전달에 비해 10% 정도 하락하였다.
애도의 날
푸틴 대통령은 관계자 회의를 통해 8월 23일을 승무원들의 넋을 기리는 애도의 날로 선포하였다. 대통령은 22일 쿠르스크 호의 모항 비디야예보 항을 방문하여 6시간 동안 승무원의 유족들을 위로하고 보상금과 연금 지급, 훈장 추서, 책임자 처벌을 약속하였다. 하지만, 유가족 500여 명은 구조작업의 재개를 요구하며 행사에 불참하였고, 결국 행사는 취소되었다.
유족 지원
8월 21일 승무원 전원이 사망했음이 판명되면서 러시아 정부는 사고자 가족에 대해 책정된 금액을 늘려 당시의 한화 6천여만 원에 해당되는 150만 루블을 지원하기로 하였다.

## 사고 원인의 공식 발표
거의 2년 후인 2002년 7월 26일, 정부 위원회와 러시아 검찰총장 블라디미르 유스티노프는 네 번째 어뢰 발사대 내부의 더미 어뢰에 있는 과산화수소 연료에 의하여 '쿠르스크'를 침몰시킨 최초 폭발이 발생하였다고 발표했다.

### 비밀 보고서
유스티노프는 재난 발생 2년 후인 2002년 8월에 133권으로 구성된 일급 비밀 보고서를 발표했다. 정부는 로시이스카야 가제타지에 4페이지 분량의 요약을 게재하였는데, "놀라운 규율 위반, 조잡하고, 낡고, 제대로 관리되지 않은 장비":23 및 "과실, 무능력, 잘못된 관리"를 폭로했다. 이 보고서에서는 구조 작업도 부당하게 지연됐다고 밝혔다.

### 최초 폭발에 의한 피해
첫 번째 구획과 두 번째 구획 사이의 격벽에는 47 cm (19 in)의 원형의 공조용 덕트가 뚫려 있었다. 격벽에 의하여 충격파가 방지되어야 했으나, 일상적인 러시아 잠수함의 관행에 따라, 격벽을 관통하는 환기 시스템의 기밀 밸브가 무기의 발사시 발생하는 압력의 변화를 감소시키기 위하여 개방되어 있었다. 최초의 폭발에 의하여 화재가 발생되었는데 이는 나중에 2,700 °C (4,890 °F)에 달하는 것으로 추정되었다. 정부 보고서에서는 어뢰실 구획에서 최초의 폭발과 화재가 발생하자마자 어뢰실 내부 승무원 7명이 모두 사망했다고 결론지었다.
환기 시스템의 밸브의 개방으로 인해 거대한 폭발파와 화재 및 유독성 연기가 두 번째, 세 번째, 네 번째 구획으로 유입될 수 있었다. 잠수함은 무선 안테나를 개방한 상태로 잠망경 수심에 있었지만 지휘소의 어느 누구도 조난 신호를 보내거나 비상 밸러스트 탱크의 타격을 개시하여 잠수함을 수면으로 끌어올리는 비상 버튼을 누를 수 없었다. 2번째 구획에 있는 사령실의 36명의 승조원 모두 폭발파에 의하여 즉시 실신하여 사망하였을 것으로 추정된다.

### 2차 폭발
어뢰 구획내의 최초의 폭발이 발생한지 2분 14초 후에, 화재에 의하여 발사 준비된 5개 내지 7개의 어뢰 탄두에 2차 폭발이 발생하였다. 표트르 벨리키(Pyotr Velikiy)호의 음향 데이터를 나중에 분석한 결과 약 7개의 어뢰 탄두가 빠르게 연속적으로 폭발한 것으로 밝혀졌다. 65형 "Kit" 어외에는 대형의 450 kg (990 lb) 탄두가 있었다.
잠수함이 물에 잠긴 동안 일반적으로 처음 4개 구획에 78명의 승무원이 배정되었고 뒤쪽 5개 구획에는 49명이 배정되었다.:3 쿠르스크호 잠수함은 1,000 m (3,300 ft) 깊이의 외부 압력을 견딜 수 있도록 설계되었지만 두 번째 내부 폭발로 인해 2 m2 (22 ft2) 크기의 구멍이 형성되었다. 잠수함 선체의 첫 번째부터 네 번째 구획이 파괴되어 초당 90,000 L (3,200 cu ft)의 속도로 바다물이 쏟아졌다. 폭발로 인해 처음 세 개의 구획과 모든 갑판이 무너졌다. 해당 구획의 승무원 외에도 제7사단 본부 장교 5명과 설계 엔지니어 2명이 두 번째 발사 예정인 USET-80 어뢰의 새 포대 성능을 관찰하기 위해 탑승했다. 두 번째 폭발로 인해 해당 구획에 살아남은 사람들도 모두 사망했다.

## 연습용 어뢰의 폭발
정부 보고서에서는 '쿠르스크'호가 어뢰 외피 균열 부위에서 고농도 과산화수소의 일종인 고농도 과산화 수소(HTP)이 누출되면서 발생한 어뢰 폭발로 침몰했다고 확인했다. '쿠르스크'호에 탑재된 어뢰의 연료는 저렴하지만 매우 강력했다. 일반적으로 산소는 어뢰 엔진에서 등유 연료와 결합하여 기존 어뢰보다 더 빠른 속도와 더 넓은 범위로 어뢰를 추진한다.:34
HTP는 일반적으로 촉매와 접촉할 때까지 안정적이지만, 매우 빠르게 부피가 5,000배 팽창하여 산화제 역할을 하여 대량의 증기 및 산소를 생성한다. HTP를 사용하는 어뢰는 1950년대부터 사용되었지만 다른 해군에서는 설계상의 위험 때문에 사용을 중단했다. 영국해군 잠수함 HMS Sidon호는 1955년 HTP가 탑재된 실험용 어뢰가 장전 중 폭발하면서 침몰하여 13명의 선원이 사망했다.
조사관들은 누출된 HTP가 '쿠르스크'호의 어뢰 발사관을 제조하는 데 사용되는 청동 및 황동에서 흔히 발견되는 구리와 접촉했을 때 촉매 반응으로 분해되었다고 결론내렸다. HTP는 한번 분해되기 시작하면 연료가 고갈될 때까지 반응을 멈출 수 없다. 1,000 kg (2,200 lb)의 고농도 HTP에 의하여 어뢰의 500 kg (1,100 lb) 등유 연료 탱크가 파열되어 수백 킬로미터 떨어진 탐지기에서 리히터 규모 2.2를 기록한 TNT 100–250 kg (220–550 lb)에 해당하는 폭발이 일어 났다.
구조 대원들은 주된 잔해 후방 해저 50 m (160 ft)에서 4번 어뢰 덮개 조각을 발견했는데, 나머지 잠수함 잔해에 대한 상대적 위치, 거리 및 방향에 의하면, 이 덮개 조각이 해당 어뢰발사관의 첫 번째 폭발의 결과로 그 위치에 놓여 있음을 알 수 있다.
2000년 8월 17일 목요일 러시아 국방부 공식 신문인 '크란스나야 즈베즈다' (Krasnaya Zvezda)  웹사이트에 간략하게 게재된 기사에 따르면 쿠르스크호는 취역후 4년 후인 1998년에 값싼 HTP를 사용하여 연료를 공급하는 어뢰를 운반하도록 개조되었다. 기사에서는 러시아 해군의 일부 전문가들이 HTP 연료 어뢰가 불안정하고 위험하기 때문에 사용을 반대했다고 보도했다. 이 이야기는 8월 18일 금요일 인쇄판에는 나오지 않았다. 대신 해당 기사는 잠수함이 '미확인 물체'와 충돌했다고 추측하는 다른 기사로 교체되었는데, 이는 정치적 압력으로 인한 변화일 가능성이 크다.:23 사고 조사 정부 위원회 위원장인 일리야 클로바노프 (Ilya Klebanov) 부총리는 사고가 NATO 선박과의 충돌로 인해 발생했다고 주장하는 데 큰 관심을 갖고 있었다. 방위 산업의 수장으로서 그는 일부 장교들의 반대에도 불구하고 더 안전하고 값비싼 은-아연 배터리 구동 어뢰보다 액체 연료 어뢰 사용을 장려했다.:23

### 용접 불량의 확인
정부의 최종 보고서에 따르면 HTP 어뢰 사용을 승인하는 명령을 내린 장교는 해당 명령을 내릴 권한이 없는 것으로 나타났다. 모의 어뢰는 10년이 되었고 일부 부품은 수명을 초과했다. 몇몇 소식통은 연습용 어뢰 중 하나가 운송 중에 떨어져서 몸체에 균열이 생겼을 가능성이 있지만 어쨌든 무기는 잠수함에 탑재되었다고 말했다.:23 일반적으로 미사일을 적재하는 데 사용되었던 크레인이 고장 났고 다른 크레인을 가져와야 했기 때문에 적재 절차가 지연되었다. 이는 또한 손상된 어뢰를 제거하는 가능성을 더욱 어렵게 만들었다.:23
훈련 전날 모의어뢰를 장전한 승조원은 고무 씰에서 연료가 새는 것을 발견하고 후배 장교들에게 이 사실을 알렸지만 훈련이 러시아 해군에게 매우 중요했기 때문에 아무런 조치도 취하지 않았다. 모의어뢰에서 누출이 발견되었으나 훈련 전에 고무 씰을 검사하지 않았다.:35 승조원은 또한 발사용 HTP 어뢰 연습을 준비하는 동안 매우 엄격한 절차를 따라야 했다.
유지보수 기록에 따르면 쿠르스크가 탑재한 65-76 "키트" 연습용 어뢰는 1990년에 제조된 10개 배치에서 나온 것인데, 그 중 6개는 용접 결함으로 인해 거부되었다. 조사 결과, 어뢰는 탄두를 탑재하도록 의도되지 않았기 때문에 용접부는 탄두 탑재 어뢰의 용접부만큼 주의 깊게 검사되지 않은 것으로 나타났다. 구조 대원들이 마침내 어뢰와 발사관의 잔해를 회수했을 때, 분석 결과 둘 다 어뢰 중앙 근처, 즉 필수 용접 연결부와 매우 가까운 부분에서 폭발과 일치하는 왜곡 및 열 손상 징후가 있는 것으로 확인되었다. 위원회의 공식적인 결론은 잘못된 용접으로 인해 폭발이 발생했다는 것이다.

### 접근할 수 없는 탈출 캡슐
비상시 후방 구획에 있던 인원은 전방 구획에 있는 인원과 함께 세 번째 구획으로 전진하여 잠수항의 세일(또는 코닝 타워)에 있는 전체 승무원을 대피시킬 수 있는 분리되는 구조 캡슐에 들어가야 했다. 또는 첫 번째 구획에도 탈출 트렁크가 있었지만 폭발과 화재로 인해 사용이 불가능했다. 세 번째 칸에 있는 구조 캡슐은 아직 사용할 수 있음에도 불구하고 접근할 수 없었다.

### 원자로의 작동 중단
보트의 두 개의 원자로를 포함하는 다섯 번째 구획은 다른 내부 격벽보다 더 큰 힘을 견딜 수 있도록 제작되었다. 외부 선체와 마찬가지로 이 격벽은 1,000 m (3,300 ft) 깊이의 압력을 견디도록 설계되었다. 원자로는 추가로 강철 13 cm (5.1 in)로 둘러싸여 있으며 50g(중력 등가물)을 초과하는 충격을 흡수할 수 있도록 탄력적으로 장착되었다. 다섯 번째 격실의 격벽은 두 번의 폭발을 모두 견뎌냈고, 두 원자로가 자동으로 정지되고 노심 용융과 바다의 광범위한 오염을 방지할 수 있었다.

### 꺼져 있는 자동 기록 장치
다섯 번째 구획에는 원자로 외에 잠수함의 작동 활동을 자동으로 기록하는 장비가 포함되어 있다. 22개의 녹음 내용을 상트페테르부르크 음성 기술 센터의 전문가가 분석했는데, 사고 당일 절차를 위반하여 시스템이 꺼져 있는 것을 발견했다.

### 꺼져 있는 구조 부표
'쿠르스크'호에는 7번 구획 상단에 화재나 급류, 압력 변화등 다양한 비상 상황을 감지하면 자동으로 배치되도록 설계된 비상 구조 부표가 장착되어 있다. 이 구조 부표는 바다 표면에 떠서 신호를 보내 구조대가 피해를 입은 선박을 찾는 데 도움을 주기 위한 것이다. 일부 보고서에서는 부표가 반복적으로 오작동하고 제자리에 용접되었다고 주장했다. 조사관들은 코소보 전쟁에 대응하는 미국 함대를 감시하기 위해 1999년 여름에 지중해에 '쿠르스크'호가 배치되었다는 사실을 알게 되었다. 부표가 실수로 전개되어 잠수함의 위치가 미국 함대에 공개될 것을 우려한 러시아 해군 장교들은 부표를 비활성화하라고 명령했는데, 잠수함이 침몰했을 때도 여전히 작동하지 않았다.

### 불기소
절차와 장비에 많은 결함이 있음에도 불구하고 유스티노프는 쿠르스크호 재난이 기술적 오작동으로 인해 발생했으며 특정 개인에게 책임을 물을 수 없기 때문에 기소되지 않을 것이라고 말했다. 그는 선원들이 모두 8시간 이내에 사망했고 그들 중 누구도 시간 내에 구조될 수 없었다고 말했다. 공식 조사 종료를 알리는 기자회견에서 그는 어뢰 제조사의 잘못을 모두 면죄했다. "어뢰를 설계한 사람들은 폭발 가능성을 예측하지 못했습니다." 그는 또한 어뢰가 '쿠르스크'에 장전될 때 손상되었다는 증거가 없다고 말했다.
유스티노프가 기소 없이 형사 사건을 종결하자, 가족들은 분노했다. 쿠르스크에서 아들을 잃은 퇴역 러시아 해군 대령 블라디미르 미챠예프는 "내가 볼 때 이것은 명백한 과실 사건"이라고 말했다. 결국 참사에 대한 책임은 누구에게도 없고, 책임을 지는 사람도 없었다.:34

## 영화
2018년 쿠르스크 (영화)가 개봉했다. 구조 실패의 과정, 원인을 재조명했다.
미카일 루드니츠키호에 실린 AS-34 유인 잠수함 구조정은 배터리만을 동력으로 사용했는데, 실전에서 배터리만의 구조정은 쓸모가 없음이 입증되었다. 해저에 내려가기만 하면 배터리가 모두 방전되었다. 구조정에 반드시 디젤 엔진을 사용해야만 장시간 구조임무를 수행할 수 있다는 교훈을 남겼다.
잠수함 구조정이 도킹에 여러번 실패했다. 도킹을 하는 시스템이 전반적으로 실전에서 아무 쓸모가 없음이 입증되었다. 긴급한 상태에서, 폭발로 찌그러진 잠수함에 도킹하기 위해서는 새로운 강력한 강제도킹 시스템이 필요하다는 교훈을 남겼다.

## 같이 보기
- K-141 쿠르스크
- 고농도 과산화수소